# Mausoromata (Ort)
Mausoromata ist eine osttimoresische Siedlung im Suco Nuno-Mogue (Verwaltungsamt Hato-Udo, Gemeinde Ainaro).
Das Dorf liegt im Westen der Aldeia Mausoromata, in einer Meereshöhe von 1950 m. Durch die Siedlung führt eine Straße, die Mausoromata mit Hatu-Builico, dem Hauptort des Verwaltungsamtes im Süden und mit der Stadt Maubisse im Norden verbindet. Nachbarort im Norden ist Laqueco. Nach Westen hin steigt das Land schnell auf über 2000 m zu den Ramelau-Bergen.
Im Süden des Dorfes steht die Kirche von Nuno-Mogue.